# عبدالحمید اعتبار
عبدالحمید اعتبار از سیاستمداران ایرانی بود، که در دوره‌  بیستم بعنوان نماینده اسدآباد در مجلس شورای ملی حضور داشت.